# Cethosia theona
Cethosia theona är en fjärilsart som beskrevs av Hans Fruhstorfer 1903. Cethosia theona ingår i släktet Cethosia och familjen praktfjärilar. Inga underarter finns listade i Catalogue of Life.